# Pseudochondrostoma polylepis
Pseudochondrostoma polylepis је зракоперка из реда Cypriniformes и фамилије Cyprinidae.

## Угроженост
Ова врста је наведена као последња брига, јер има широко распрострањење и честа је врста.

## Распрострањење
Врста је присутна у Шпанији и Португалу.

## Станиште
Станишта врсте су речни екосистеми и слатководна подручја.